# Koceľovce
Koceľovce (Hongaars: Gecelfalva) is een Slowaakse gemeente in de regio Košice, en maakt deel uit van het district Rožňava.
Koceľovce telt 254 inwoners.